# Saarbahn GmbH

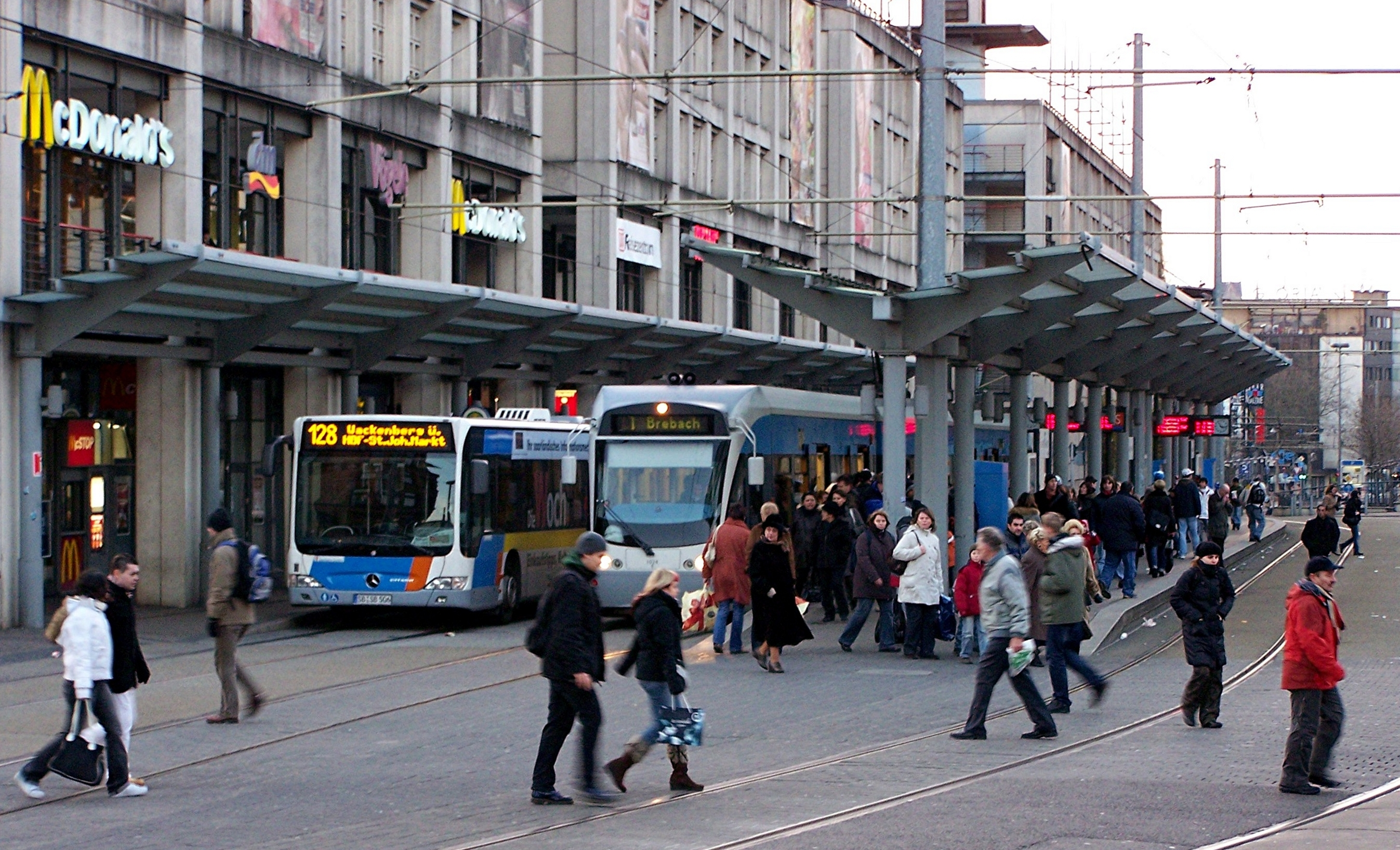
Fahrzeuge am Hauptbahnhof

Die Saarbahn GmbH ist ein Verkehrsunternehmen mit Sitz in Saarbrücken. Es wurde 1996 unter dem Namen Stadtbahn Saar GmbH, später SaarBahn&Bus, als Rechtsnachfolger der Gesellschaft für Straßenbahnen im Saartal gegründet und ist Betreiber der meisten Buslinien im Regionalverband Saarbrücken und der Saarbahn (Stadtbahn).

## Geschichte
Die erste Dampfstraßenbahn, den „feurigen Elias“, richtete die Stadt St. Johann 1890 ein. Sie hatte einen Linienweg von Saarbrücken über den St. Johanner Markt nach Luisenthal. Am 9. April 1892 wurde die Gesellschaft für Straßenbahnen im Saartal (GSS) gegründet, den Betrieb übernahm; am 22. Juli 1892 erfolgte der Eintrag ins Handelsregister. Ab dem 8. Februar 1899 wurde der erste Bahnabschnitts auf der 5,85 km langen Strecke von Malstatt nach St. Arnual elektrisch betrieben und es wurden zahlreiche weitere Linien gebaut.
Eine Rekordzahl von 22,3 Millionen Fahrgästen beförderte die Straßenbahn zu Beginn des Ersten Weltkrieges. Mit der Mobilmachung am 1. August 1914 konnte der Fahrbetrieb zwar nur noch in beschränktem Maße aufrechterhalten werden, die Bahn blieb aber weiterhin auf Erfolgskurs. 1917 verzeichnete die GSS einen Fahrgastanstieg von 44 % und Mehreinnahmen von 50 Prozent. In der Zeit von Völkerbund und Rückgliederung im Jahr 1935 wurden mehrere Linien aus-, um- oder neugebaut – nur dann am 1. September 1939 zum Kriegsbeginn fast vollständig eingestellt zu werden. 1945 bis 1948 wurde der Betrieb auf verschiedenen Strecken nach und nach wieder aufgenommen. Ab 1948 wurden auf der Strecke nach Heusweiler erstmals Oberleitungsbusse eingesetzt. Diese verkehrten auf zwei Linien nur bis 1964. Unter dem Eindruck regelmäßiger Staus und Verkehrsbehinderungen entschloss man sich langfristig sämtlichen Nahverkehr mit Bussen zu betreiben, da diese Hindernissen ausweichen können. Am 22. Mai 1965 fuhr die letzte Straßenbahn. Die Gesellschaft für Straßenbahnen im Saartal AG wurde für rund 30 Jahre ein reiner Busbetrieb, der ab 1982 auch „Saartal-Linien“ genannt wurde. Zwischen 1958 und 1965 stellte die Gesellschaft für Straßenbahnen im Saartal AG nach und nach alle Straßenbahnstrecken sowie zwei O-Bus-Strecken auf Diesel-Omnibusse um. Anfang der 1990er jedoch hatte das Bussystem seine Leistungsgrenze erreicht und die teilweise bereits im 2-Min.-Takt verkehrenden Linien waren chronisch überfüllt. Mit dem Umbau der Bahnhofstraße in eine Fußgängerzone fiel zudem eine zentrale Achse weg. 1992 wurde eine „Saarbahn“ konzipiert, eine Tram-Train nach dem Karlsruher Modell, die die Region über Stadt- und Ländergrenzen hinweg verbinden sollte. Saarbrücken wurde die erste deutsche Stadt, die einen kompletten Neubau eines Schienennahverkehrssystems beschloss. Im Juni 1995 begannen die Baumaßnahmen für den Neubau der Innenstadtstrecke vom Römerkastell bis zum Unteren Malstatt. Nach knapp zweieinhalb Jahren Bauzeit wurde am 24. Oktober 1997 das erste rund 19 km lange Teilstück von Saargemünd bis Saarbrücken Ludwigstraße in Betrieb genommen. Im Anschluss wurde unter großem finanziellen und architektonischen Aufwand die Josefsbrücke um- und die Strecke nach Norden weitergebaut, sodass die Strecke am 31. Juli 1999 bis Cottbuser Platz, am 12. November 2000 bis Siedlerheim und am 24. September 2001 bis Riegelsberg Süd verlängert werden konnte. Zeitgleich wurden in Brebach, Güdingen und Kleinblittersdorf die noch für DB-Betrieb ausgelegten Bahnhöfe baulich angepasst. 2002 erfolgte die Umbenennung in „Saarbahn GmbH“. Der Weiterbau durch Riegelsberg gestaltete sich kompliziert, da viele Einwohner mit der Streckenführung nicht einverstanden waren, sich ein Bürgerinitiative gründete und mehrere Anwohner Einspruch einlegten. Statt wie geplant 2007 konnte der Betrieb bis Walpershofen/Etzenhofen erst am 26. September 2009 eröffnet werden. Von Etzenhofen aus wurde auf die Trasse der ehemaligen Köllertalbahn verschwenkt und diese wurde im Anschluss zunächst am 1. November 2011 bis Heusweiler Markt und dann am 5. Oktober 2014 bis Lebach-Jabach reaktiviert. Die Saarbahnstrecke ist somit vorerst fertiggestellt.

## Betrieb

### Saarbahn

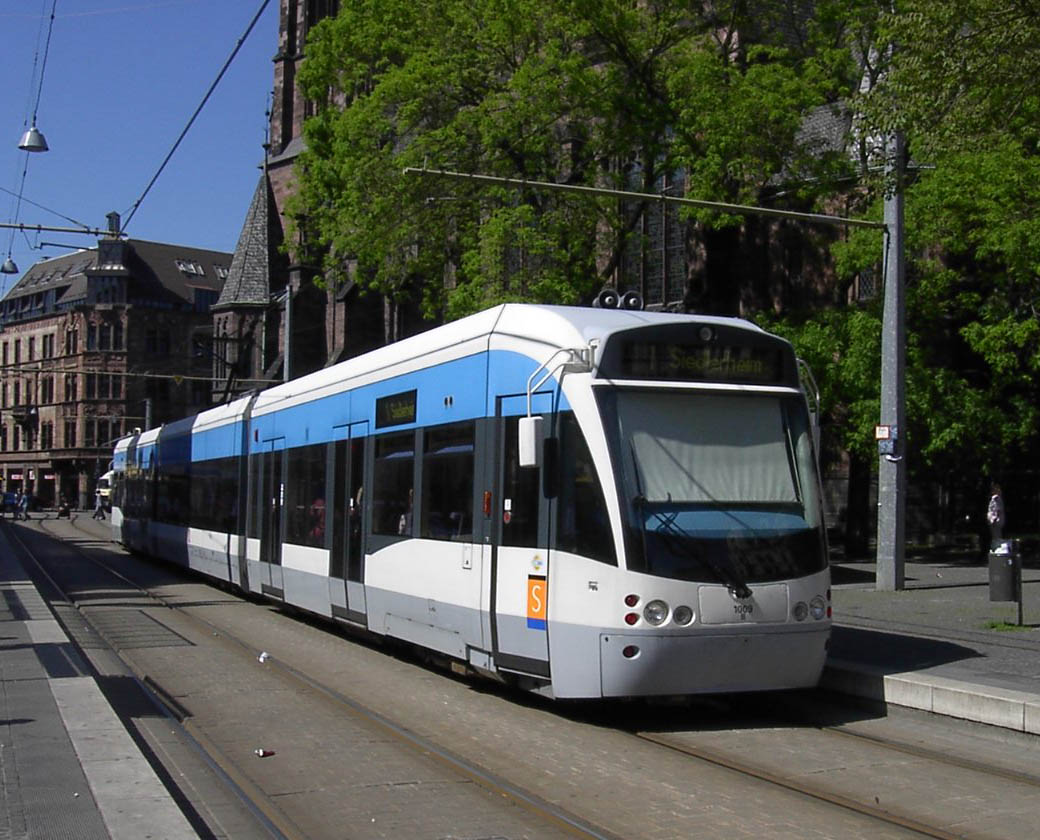
Saarbahn-Fahrzeug an der Haltestelle Johanneskirche

Die Saarbahn ist seit dem 1. August 2005 vollständig in den Saarländischen Verkehrsverbund (SaarVV) integriert, der zu diesem Stichtag seinen Betrieb aufnahm. In den ersten Betriebsjahren (zwischen der Inbetriebnahme der Saarbahn 1997 und der Gründung des SaarVV 2005) galt auf der Saarbahn jedoch ein spezieller Haustarif des Unternehmens. Der Haustarif wurde damals (mit Ausnahme von Personalkarten für Mitarbeiter, Pensionäre und deren Angehörige, des Kurzstreckentarifs, der Seniorenmonatskarte der Saarbahn, dem Gemeinschaftstarif mit Forbus und dem Anschlusstarif mit SABUS in Sarreguemines selbst) aufgegeben, weil das Verkehrsgebiet der Saarbahn komplett im saarVV liegt (im Bereich der Saarbahn gibt es also keinen verbundübergreifenden Tarif, auch nicht auf dem kurzen Abschnitt ins französische Sarreguemines, der ebenfalls in den saarVV-Tarif integriert ist).
Wollte man vor Verbundgründung im Saarland mit mehreren Verkehrsunternehmen den ÖPNV nutzen, musste man sich an die Verkehrsverbundgesellschaft Saar mbH (VGS) wenden. Dort konnte man Fahrkarten für den VGS-Übergangstarif erwerben. Somit gab es die Möglichkeit, mit nur einer Fahrkarte die Saarbahn und die Nahverkehrszüge der DB Regio zu nutzen. Eine bilaterale Tarifkooperation zwischen Saarbahn GmbH und DB AG bzw. die gegenseitige Anerkennung von Fahrkarten war dadurch nicht notwendig.
Mittlerweile hat die DB alle sechs betreffenden Tarifpunkte auf der Kursbuchstrecke 684 aufgehoben, zuletzt den Bahnhof Kleinblittersdorf im Dezember 2003 (dort halten seitdem keine DB-Züge mehr).
Unabhängig davon erkannte und erkennt die Saarbahn auf der oberen Saarstrecke (KBS 684) internationale Fahrscheine nach TCV-Tarif an, sofern diese den Streckenabschnitt Saarbrücken Hauptbahnhof – Sarreguemines enthalten (also z. B. Fahrscheine, die auf die Laufwege Berlin – Saarbrücken – Sarreguemines oder Saarbrücken – Sarreguemines – Paris ausgestellt sind).

### Buslinien
gültig ab 1. Juni 2015:
| Linie | Linienweg | Takt mo–fr/sa/so     | Bemerkung                                                                                            |
| ----- | --- | -------------------- | --- |
| 11E   | Messegelände – Betriebshof – Roonstr. – Hauptbahnhof – Johanneskirche – Betriebshof – Messegelände | 15                   | nur an Messetagen, Solobus                                                                           |
| 30    | Hauptbahnhof – Messegelände – Goldene Bremm – Forbach Bahnhof | 60                   | mo–sa nach Frankreich, Gemeinschaftslinie mit Forbus, Solobus                                        |
| 101   | Füllengarten Siedlung – Am Freibüsch – Burbacher Markt – Brunnenstraße – Burbach Bahnhof – Hochstraße – Metzer Brücke – Brückenstraße – Betriebshof – HTW/SWS – Roonstraße – Hansahaus/Ludwigskirche – Wilhelm-Heinrich-Brücke – Johanneskirche/Rathaus – Haus der Zukunft – Brauerstraße – DJH – Waldhaus – Universität – Guckelsberg/Dudweiler, Kantstraße – Dudweiler, Dudoplatz | 30/30/60             | mo–sa Gelenkbus, so/feiertags Solobus                                                                |
| 102   | Altenkessel, Talstraße – Rockershausen – Burbach Markt – Malstatter Markt – Auf der Werth – Trierer Straße – Hauptbahnhof – Bahnhofsstraße – Hansahaus/Ludwigskirche – Johanneskirche/Rathaus – Deutsche Rentenversicherung Saarland (LVA) – Ilseplatz – Waldhaus – Universität – Dudweiler Kantstraße/ Guckelsberg – Dudweiler Dudoplatz                                           | 30/30/60             | mo–sa Gelenkbus, so/feiertags Solobus                                                                |
| 102   | Altenkessel, Talstraße – Rockershausen – Burbach Markt – Malstatter Markt – Auf der Werth – Trierer Straße – Hauptbahnhof – Stadtbad (ehem.) – Beethovenplatz | abend/abend/60       | mo–sa Gelenkbus, so/feiertags Solobus                                                                |
| 103   | Klarenthal, Jägerpfad / Birkenweg – Ottenhausen – Betriebshof – Rathaus – Brauerstraße – Krämersweg – Jägersfreude, Kirche – Schnappach / Hühnerfeld – Altenwald, Skatezentrum | 30/30-60/60          | mo–sa Gelenkbus, so/feiertags Solobus                                                                |
| 104   | Klarenthal, Weidenstraße / Birkenweg – Am Sprinkshaus – Betriebshof – Rathaus – Brauerstraße – Krämersweg – Jägersfreude, Kirche – Sulzbach – Friedrichsthal, Stadtbad | 30/15–30/60          | mo–sa Gelenkbus, so/feiertags Solobus                                                                |
| 105   | Rodenhof, Kalmanstr. – Rodenhof, Kirche – Ludwigsberg – Hauptbahnhof – Hansahaus/Ludwigskirche – Feldmannstr. – Egon-Reinert-Str. – Römerkastell – Am Zoo – Eschberg, Tilsiter Str. | 30/30/60             | mo–sa Gelenkbus, so/feiertags Solobus                                                                |
| 106   | Folsterhöhe Siedlung – Bellevue – Hansahaus – Rathaus – Haus der Zukunft – Deutsche Rentenversicherung Saarland – Ilsestraße – Rotenbühl | 30–60/30/60          | Solobus                                                                                              |
| 107   | Folsterhöhe Siedlung – Bellevue – Hansahaus – Rathaus – Haus der Zukunft – Deutsche Rentenversicherung Saarland – Ilsestraße – Stadion Kieselhumes – Eschberg, Tilsiter Str. – SaarBasar | 30/30/60             | mo–sa Gelenkbus, so/feiertags Solobus                                                                |
| 108   | Luisenthal Bahnhof – / Matzenberg Siedlung – Theresienheim – Burbach Markt – Malstatter Markt – Hauptbahnhof – Hansahaus – Feldmannstraße – Julius-Kiefer-Str. / Quienstraße – Tabaksweiher – Klinikum Saarbrücken | 30–60/30–60/30       | Solobus                                                                                              |
| 109   | Goldene Bremm – Bellevue – Abtsdell – HTW/SWS – Hansahaus – Rathaus – Haus der Zukunft – Deutsche Rentenversicherung Saarland – Ilseplatz – Waldhaus – Universität Busterminal | 30/-/-               | mo–fr Solobus                                                                                        |
| 110   | Rathaus – Rabbiner-Rülf-Platz – Burbacher Markt – Rockershausen – Luisenthal, Str. des 13. Januar – Völklingen Stadtbad – Völklingen Bahnhof – Völklingen, Weltkulturerbe Alte Hütte | 30/60/-              | mo–sa, Gemeinschaftsverkehr mit den VVB, Solobus                                                     |
| 111   | Rathaus – Haus der Zukunft – Deutsche Rentenversicherung Saarland – Ilseplatz – Waldhaus – Universität Busterminal | 30/-/-               | nur an Vorlesungstagen, Gelenkbus/Solobus als Verstärker                                             |
| 112   | Hauptbahnhof – Stadtbad – Haus der Zukunft – Brauerstraße – Prinzenweiher/Jugendherberge – Waldhaus – Universität Busterminal | 30/-/-               | nur an Vorlesungstagen, Gelenkbus/Solobus als Verstärker                                             |
| 120   | Brebach Bahnhof – Erzberger Str. – Heringsmühle – Fechingen, Kirche – Eschringen, Mühle – Ensheim, Marktweg – Ensheim, Sportplatz / – Ormesheim | 15/30/30             | Solobus                                                                                              |
| 121   | Hauptbahnhof – Hansahaus – HTW/SWS – Abtsdell – Bellevue – Hohe Wacht – Feldmannstr. – Schlossplatz – Rathaus | 30/30/60             | Solobus                                                                                              |
| 122   | Füllengarten Siedlung – IT-Park – Burbach Markt – Malstatter Markt – Hauptbahnhof – Hansahaus – Rathaus – Haus der Zukunft – Deutsche Rentenversicherung Saarland – Thüringer Str. – Römerkastell – Schneidershof – (Funkhaus Halberg –) Schafbrücke | 30/30/60             | Solobus                                                                                              |
| 123   | Habsterdick – Goldene Bremm – Industriegebiet Süd / Heidenhübel – Bellevue – Hansahaus – Hauptbahnhof | 30/60/60             | Solobus                                                                                              |
| 124   | Universität Busterminal – Waldhaus – DJH – Brauerstraße – Haus der Zukunft – Stadtbad – Hauptbahnhof – Trierer Straße – Roonstraße – Betriebshof | 15–30/-/-            | mo–fr, Gelenkbus, einzelne Fahrten Solobus                                                           |
| 125   | Rodenhof, Kalmanstraße – Rodenhof, Kirche – Hauptbahnhof – Hansahaus – Rathaus – Haus der Zukunft – Brauerstraße – Wallotstr. – Am Homburg – Krämersweg – Herrensohr Markt – Dudweiler Bahnhof – Dudweiler, Dudoplatz | 30/30/30–60          | |
| 126   | Goldene Bremm (– Neue Bremm) – Habsterdick – Messegelände – HTW/SWS (– Hauptbahnhof) – Wilhelm-Heinrich-Brücke – St. Johanner Markt – Feldmannstr. – St. Arnual Markt (– Sonnenberg, Krankenhaus) – Güdingen Unner – Kanalstr. – Globus Handelshof – Brebach Bahnhof | 30/30/60             | Solobus                                                                                              |
| 128   | Rastpfuhl – / Russhütte – Ludwigsberg – Hauptbahnhof – Hansahaus – Wilhelm-Heinrich-Brücke – Staatstheater – Feldmannstr. – Julius-Kiefer-Str. – Wackenberg / Klinikum Saarbrücken | 30/30/60             | Solobus; mo–fr 3 Minuten Wartezeit am Hauptbahnhof, um DB-Anschlüsse zu verbessern                   |
| 129   | Bernkasteler Platz – Rastpfuhl – Pariser Platz / St. Paulus – Caritas-Klinik – Waldfriedhof – Herz-Jesu-Kirche – Weissenburger Str. – Westpark – Betriebshof – Rathaus | 60/60/60             | Solobus                                                                                              |
| 130   | Römerkastell – Brebach Bahnhof – Fechingen, Kirche – Nachtweide | 60/60/60             | Solobus, so AST                                                                                      |
| 131   | Brebach Bahnhof – Brebach, Rathaus – Güdingen Bahnhof (– einzelne Fahrten: Güdinger Berg – Bübinger Berg) | 60/60/60             | Solobus; sa-Nachmittag/so AST                                                                        |
| 133   | Dudweiler, Dudoplatz – Dudweiler, Krankenhaus – Dudweiler Friedhof – Dudweiler, Schwimmbad – Guckelsberg – Dudweiler, Kantstr. – Dudoplatz | 60/60/-              | Ringlinie Dudweiler, mo–sa Midibus                                                                   |
| 134   | Bernkasteler Platz – Rastpfuhl – Pariser Platz / St. Paulus – Waldfriedhof – Weyersberg – Burbach Markt – Gersweiler Markt – Am Sprinkshaus / Ottenhausen – Krughütte – Klarenthal, Rathaus – Dellbrückschacht | 60/60/60             | Solobus; so 3 Minuten Wartezeit an der Haltestelle Brunnenstraße, um lokale Anschlüsse zu verbessern |
| 135   | Römerkastell – Schneidershof – Schafbrücke Bahnhof – Scheidter Berg – Scheidt, Im Flürchen | 60/60/60             | Midibus, so/feiertags AST                                                                            |
| 136   | Klinikum Saarbrücken – Julius-Kiefer-Str. – Römerkastell – Ostbahnhof – Dürkheimer Str. – Ilseplatz – Waldhaus – Universität Campus – Dudweiler, Dudoplatz | 60/60/30–60          | Solobus                                                                                              |
| 137   | Römerkastell – Neuscheidt – Unterer Geisberg – Auf der Witz / Tanzrech – Bischmisheim – Kleine Siedlung – Brebach Bahnhof | 30–60/60/60          | Solobus                                                                                              |
| 138   | Dudweiler, Dudoplatz – Universität Campus – Scheidt Bahnhof – Schafbrücke Bahnhof – Römerkastell | 30/30/30–60          | Solobus                                                                                              |
| 139   | Römerkastell – Kobenhütte – Telekom – Eschberg, Tilsiter Str. – Stettiner Str. – Im Helmerswald – Römerkastell | 60/60/-              | mo–sa, Solobus                                                                                       |
| 151   | Rastpfuhl – Burbach – Malstatt – Hauptbahnhof – Malstatt – Burbach – Altenkessel – Luisenthal – Klarenthal – Gersweiler – Betriebshof | so/feiertags morgens | Solobus                                                                                              |
| 152   | Hauptbahnhof – Halberg – Brebach – Bischmisheim – Fechingen – Ensheim – Ormesheim | so/feiertags morgens | Solobus                                                                                              |
| 153   | Hauptbahnhof – Rathaus – LVA – Stadion Kieselhumes – Eschberg, Tilsiter Str. | so/feiertags morgens | Solobus                                                                                              |
| 154   | Heusweiler Markt – Walpershofen – Riegelsberg – Rastpfuhl – Hauptbahnhof – Halberg – Halberger Hütte | so/feiertags morgens | Solobus                                                                                              |
| 161   | Römerkastell – Schneidershof – Funkhaus Halberg | 60/-/-               | mo–fr, Solobus                                                                                       |
| 162   | Römerkastell – Schneidershof – Saar-Basar | 30/30/-              | mo–sa, Solobus                                                                                       |
| 163   | Dudweiler Bahnhof – Dudweiler, Dudoplatz – Guckelsberg – Universität Campus – Scheidt, Im Flürchen | 60/-/-               | nur an Vorlesungstagen, Solobus, einzelne Fahrten                                                    |
| 164   | Dudweiler, Dudoplatz – An der Sauerwies – Dudweiler, Welkertswiesen (– Dudweiler, Fischbachstr. – Dudoplatz) | 60/60/-              | mo–sa, Solobus                                                                                       |
| 165   | Rußhütte – Rastpfuhl – Burbach Markt | 60/60/-              | mo–sa, Midibus                                                                                       |
| 168   | Von der Heydt – Heinrichshaus | 2× mo–fr             | AST                                                                                                  |
| 801   | (Eschringen –) Ensheim – Eschringen – Fechingen – Brebach – Halbergstraße (DFG/LFA) – Spichererbergstr. (Gymnasium am Schloss) – Schloßplatz – Keplerstraße (Friedrich-List-Schule) – Roonstraße (Ludwigsgymnasium/Marienschule) – Betriebshof | Schülerverkehr       | nur an Schultagen, Solobus                                                                           |
| 802   | Bischmisheim – Brebach – Halbergstraße (DFG/LFA) – Spichererbergstraße (Gymnasium am Schloss) – Schloßplatz – Keplerstraße (Friedrich-List-Schule) – Roonstraße (Ludwigsgymnasium/Marienschule) – Betriebshof | Schülerverkehr       | nur an Schultagen, Solobus                                                                           |
| 803   | Ormesheim – Ensheim – Eschringen – Güdingen – Gymnasium am Schloss – Schloßplatz – Keplerstraße (Friedrich-List-Schule) – Roonstraße (Ludwigsgymnasium/Marienschule) – Betriebshof | Schülerverkehr       | nur an Schultagen, Solobus                                                                           |
| 804   | Ormesheim – Ensheim – Eschringen – Güdingen – Gymnasium am Schloss – Schloßplatz – FLS – Roonstraße – Betriebshof | Schülerverkehr       | nur an Schultagen, Solobus                                                                           |
| 805   | Güchenbach – Riegelsberg – Rastpfuhl – Roonstraße – Hansahaus/Ludwigskirche – Gymnasium am Schloss | Schülerverkehr       | nur an Schultagen, Gelenk- und Solobus                                                               |
| 808   | Güchenbach – Riegelsberg – Rastpfuhl – Caritas-Klinik (Gesamtschule Rastbachthal) – Hansahaus/Ludwigskirche – Gymnasium am Rotenbühl | Schülerverkehr       | nur an Schultagen, Solobus                                                                           |
| 807   | Fechingen – Nachtweide – Brebach – Halbergstraße (DFG/LFA) – Spichererbergstr. (Gymnasium am Schloss) – Schloßplatz – Hansahaus/Ludwigskirche | Schülerverkehr       | nur an Schultagen, Solobus                                                                           |
| 809   | Stadion Kieselhumes – Halbergstraße (DFG/LFA) – Spichererbergstraße (Gymnasium am Schloss) – Schloßplatz – Gesamtschule Bellevue | Schülerverkehr       | nur an Schultagen, Solobus                                                                           |
| 811   | Friedrichsthal – Altenwald – Dudweiler – Ilseplatz (Gymnasium am Rotenbühl) – Halbergstraße (DFG/LFA) – Spichererbergstraße (Gymnasium am Schloss) – Schloßplatz – Hansahaus/Ludwigskirche | Schülerverkehr       | nur an Schultagen, Solobus                                                                           |
| 813   | Burbacher Markt – Altenkessel – Bahnhof Luisenthal (Saar) – Dellbrückschacht – Klarenthal, Rathaus (ERS Gersweiler-Klarenthal, Fakultät 1) – Gersweiler, Pfählerstr. (ERS Gersweiler-Klarenthal, Fakultät 2) | Schülerverkehr       | nur an Schultagen, Solobus                                                                           |
| 814   | Ottenhausen – Klarenthal – Gersweiler – Burbacher Markt – Caritas-Klinik (Gesamtschule Rastbachthal) – Rastpfuhl – Rußhütte | Schülerverkehr       | nur an Schultagen, Solobus                                                                           |
| 815   | Klarenthal – Gersweiler – Messe – Roonstraße – Hansahaus/Ludwigskirche – Hauptbahnhof – Sittersweg (ERS im Ludwigspark) | Schülerverkehr       | nur an Schultagen, Solobus                                                                           |
| 817   | Universität – Scheidt – Halbergstraße (DFG/LFA) – Hansahaus/Ludwigskirche – Gesamtschule Bellevue | Schülerverkehr       | nur an Schultagen, Solobus                                                                           |
| 819   | Dudweiler – Universität – Gymnasium am Rotenbühl – Hansahaus/Ludwigskirche – Roonstraße (Ludwigsgymnasium/Marienschule) | Schülerverkehr       | nur an Schultagen, Solobus                                                                           |
| 820   | Eschberg – Halbergstraße (DFG/LFA) – Hohe Wacht – Gesamtschule Bellevue | Schülerverkehr       | nur an Schultagen, Solobus                                                                           |
| 821   | Wackenberg – Halbergstraße (DFG/LFA) – Universität | Schülerverkehr       | nur an Schultagen, Solobus                                                                           |
| 824   | Klarenthal, Sportplatz – Klarenthal, Rathaus (ERS Gersweiler-Klarenthal, Fakultät 1) – Gersweiler, Pfählerstr. (ERS Gersweiler-Klarenthal, Fakultät 2) – Gersweiler – Burbacher Markt | Schülerverkehr       | nur an Schultagen, Solobus                                                                           |
| 825   | Riegelsberg – Rastpfuhl – Roonstraße (Ludwigsgymnasium/Marienschule) – Hansahaus/Ludwigskirche – Gymnasium am Schloss | Schülerverkehr       | nur an Schultagen, Solobus                                                                           |
| 826   | Füllengarten – Burbach – Betriebshof – Roonstraße (Ludwigsgymnasium/Marienschule) – Hansahaus/Ludwigskirche – Gymnasium am Rotenbühl | Schülerverkehr       | nur an Schultagen, Solobus                                                                           |
| 828   | Betriebshof – Burbacher Markt – Gersweiler – Ottenhausener Berg – Stangenmühle – Ottenhausen – Klarenthal – Gersweiler, Pfählerstr. (ERS Gersweiler-Klarenthal, Fakultät 2) | Schülerverkehr       | nur an Schultagen, Solobus                                                                           |
| 831   | Betriebshof – Roonstraße (Ludwigsgymnasium/Marienschule) – St. Johanner Markt – Halbergstraße (DFG/LFA) – Brebach – Güdingen – Bübingen | Schülerverkehr       | nur an Schultagen, Solobus                                                                           |
| 833   | Wackenberg – Spichererbergstr. (Gymnasium am Schloss) – Gesamtschule Bellevue | Schülerverkehr       | nur an Schultagen, Solobus                                                                           |
| 834   | Caritas-Klinik (Gesamtschule Rastbachthal) – Hauptbahnhof – Rasthaus – Gymnasium am Rotenbühl – Universität – Scheidt | Schülerverkehr       | nur an Schultagen, Solobus                                                                           |
| 835   | Betriebshof – Roonstraße (Ludwigsgymnasium/Marienschule) – Spichererbergstr. (Gymnasium am Schloss) – Halbergstraße (DFG/LFA) – Bischmisheim – Brebach | Schülerverkehr       | nur an Schultagen, Solobus                                                                           |
| 836   | Gesamtschule Bellevue – Hansahaus/Ludwigskirche – Rathaus | Schülerverkehr       | nur an Schultagen, Solobus                                                                           |
| 838   | Burbach – Malstatt – Hauptbahnhof – Hansahaus/Ludwigskirche – Rathaus – Gymnasium am Rotenbühl | Schülerverkehr       | nur an Schultagen, Solobus                                                                           |
| 841   | Ormesheim – Ensheim – Eschringen – Fechingen – Brebach – Halbergstraße (DFG/LFA) – Hauptbahnhof – Sittersweg (ERS im Ludwigspark) | Schülerverkehr       | nur an Schultagen, Solobus                                                                           |
| 841   | Malstatt – Caritas-Klinik (Gesamtschule Rastbachthal) – Rastpfuhl – Sittersweg (ERS im Ludwigspark) | Schülerverkehr       | nur an Schultagen, Solobus                                                                           |
| 842   | Malstatt – Caritas-Klinik (Gesamtschule Rastbachthal) – Rastpfuhl – Sittersweg (ERS im Ludwigspark) | Schülerverkehr       | nur an Schultagen, Solobus                                                                           |
| 845   | Klarenthal – Gersweiler – Messe – Roonstraße – Hansahaus/Ludwigskirche – Rathaus – Gymnasium am Rotenbühl | Schülerverkehr       | nur an Schultagen, Solobus                                                                           |
| 846   | Sittersweg (ERS im Ludwigspark) – Hauptbahnhof – Hansahaus/Ludwigskirche – Rathaus | Schülerverkehr       | nur an Schultagen, Solobus                                                                           |
| 849   | Römerkastell – Ostbahnhof – Gymnasium am Rotenbühl | Schülerverkehr       | nur an Schultagen, Solobus                                                                           |
| 851   | Sittersweg (ERS im Ludwigspark) – Rastpfuhl – Caritas-Klinik (Gesamtschule Rastbachthal) – Burbach – Gersweiler – Klarenthal | Schülerverkehr       | nur an Schultagen, Solobus                                                                           |
| 855   | St. Arnual – Römerkastell – Ostbahnhof – Gymnasium am Rotenbühl | Schülerverkehr       | nur an Schultagen, Solobus                                                                           |

Ann.: Farbgebung wurde zur Steigerung der Übersichtlichkeit aus dem Liniennetz (unten zum Download) übernommen. Nicht aufgeführte Linien erhalten eine weiße, umrandete Farbgebung.

### Fahrplan
Ab dem 1. November 2006 galt ein neuer Fahrplan mit anderen Buslinien und zum Teil neuen Haltestellen. Die Erneuerung wurde notwendig, weil sich seit der letzten Linienoptimierung im Jahr 1988 die städtischen Wohn-, Arbeits- und Freizeitstrukturen verändert hatten. Dadurch hat sich die Nutzung der Bus- und Bahnlinien zum Teil grundlegend gewandelt. Bisher noch nicht ausreichend angebundene Neubaugebiete wurden in das Liniennetz besser eingebunden, parallele Bedienungen und zeitraubende „Zick-Zack-Fahrten“, die noch aus der Zeit vor Einführung der Saarbahn stammen, wurden abgebaut.
Die neue dreistellige Nummerierung folgt einem Saarland-weit einheitlichen Schema. Ausnahme ist die grenzüberschreitende Buslinie 30 nach Forbach und die an Messetagen genutzte Linie 11E.
Der neue Fahrplan wurde von den Fahrgästen teilweise stark kritisiert. Der Betreiber nahm Verbesserungen vor, die zu einem teilweise neuen Fahrplanangebot ab dem 1. Mai 2007 führten. Änderungen gab es unter anderem auf dem Rodenhof, dem Eschberg, in Klarenthal und zwischen Saarbrücken und Dudweiler. Teilweise wurden hier die alten Linienverläufe wiederhergestellt.
Nach der Verlängerung der Saarbahn nach Walpershofen/Etzenhofen wurde am 1. November 2009 der Fahrplan angepasst.
Am 1. November 2011 wurde wegen der Verlängerung der Saarbahn bis Heusweiler ein neuer Fahrplan eingeführt. Der neue Fahrplan beinhaltet neben dem längeren Linienweg der Saarbahn auch weitere geringfügige Änderungen.
Nach dem Fertigstellen der Reststrecke der Saarbahn bis Lebach am 6. Oktober 2014, wurde am 5. Dezember 2014 erneut ein neuer Fahrplan aufgelegt. Dieser wurde am 1. Januar, am 14. April und zuletzt am 1. Juni 2015 noch einmal nachgebessert.

## Fahrzeuge
Die Saarbahn GmbH verfügt Stand 2023 über 28 Zweisystem-Stadtbahn-Triebwagen des Typs Bombardier S1000 (Wagennummern 1001–1028), wovon mindestens einer stillgelegt wurde. 
Der Busfuhrpark umfasst 138 Omnibusse der Hersteller MAN und EvoBus bzw. Daimler Buses, überwiegend 12-Meter-Busse und Gelenkbusse.